# Thierry Crétier
Pour les articles homonymes, voir Crétier.
Thierry Crétier est un footballeur français né le 3 août 1972 à Besançon (Doubs). Ce joueur a été le libéro  de Nice, dans les années 90.

## Biographie
Formé à Nice, il participe à la montée du club parmi l'élite en 1994, et joue la finale victorieuse de la Coupe de France en 1997. 
Au total, il dispute 101 matchs en Division 1 et 105 matchs en Division 2.
Après sa carrière de joueur il occupe un poste de jardinier à St Jean Cap-Ferrat et le poste de directeur sportif à la Jeunesse Sportive St Jean/Beaulieu. À partir de mars 2011, il entraîne l'équipe de St Jean - Beaulieu en DH. Relégué en PHB, il reste aux commandes de l'équipe pour la saison 2011-2012.
Il s’investit également régulièrement au sein de l'association des Anciens Aiglons.

## Carrière de joueur
- 1992-1997 : OGC Nice (en Division 2 puis Division 1)
- 1997-1999 : Nîmes Olympique (en Division 2)
- juin 1999 - déc 1999 : Jeunesse Sportive Saint-Pierroise (la Réunion)
- 1999-2000 : Stade de Reims (en National)
- 2000-2003 : Cagnes-sur-Mer (en CFA2)
- 2003-2004 : RC Grasse
- 2004-2009 : St Jean de Beaulieu[4]

## Carrière d'entraîneur
- depuis mars 2011 : St Jean de Beaulieu (DH)

## Palmarès
- Champion de France de Division 2 en 1994 (avec l'OGC Nice)
- Vainqueur de la Coupe de France 1997 (avec l'OGC Nice)